# Баллибогхил
Баллибогхил (англ. Ballyboghil; ирл. Baile Bachaille, Бале-Бахэлле) — деревня в Ирландии, находится в графстве Фингал (провинция Ленстер).

## Демография
Население — 321 человек (по переписи 2006 года). В 2002 году население составляло 313 человек.
Данные переписи 2006 года:
| Общие демографические показатели |               |                               |                               |      |      |
| Всё население                    | Всё население | Изменения населения 2002—2006 | Изменения населения 2002—2006 | 2006 | 2006 |
| 2002                             | 2006          | чел.                          | %                             | муж. | жен. |
| 313                              | 321           | 8                             | 2,6                           | 155  | 166  |